# たま電気自動車
たま電気自動車は、1940年代後半から1950年代初頭にかけて、立川飛行機の流れを汲む東京電気自動車株式会社（1949年に本車両に因み「たま電気自動車株式会社」に改名、プリンス自動車工業株式会社の前身）が製造・発売していた、世界で初めて量産された電気自動車。車名は工場の位置する地名の「多摩」から命名された。

## 歴史
製造元の東京電気自動車は、1945年の日本の敗戦に伴い軍需産業からの撤退を余儀なくされた立川飛行機の関係者ら約200名によって立ち上げられた。
当時の日本ではガソリンの流通が統制されており安定した利用が期待できなかった一方で、電力に関しては山間部の水力発電所からの電力供給は滞りなく行われていたにもかかわらず、電力を大量に必要とする工場などは多くが空襲により操業不能に陥っていたため、民間への供給にも余裕があった。これらの理由により電気自動車が当時の現状に適していると判断され、早くも1946年には2台の試作車が作成された。
東京電気自動車の設立と同年の1947年に東京都北多摩郡府中町（現・府中市）の借工場で量産が始まり、日立製作所が製造したモーターや湯浅蓄電池（現・GSユアサ）が製造した鉛電池を搭載していた。派生型の開発と製造も行われていたが、1950年の朝鮮戦争勃発の煽りを受けてバッテリーの主要な原材料である鉛が高騰し、加えて同時期には電気自動車の開発を選択した最大の理由であったガソリンの供給状況が改善へ向かったため、1950年から1951年頃に全ての電気自動車の製造を終了した。

当車種以後、日本での電気自動車販売は長く途絶えていたが、21世紀に入って自動車各社で電気自動車の開発販売が本格化すると、このたま電気自動車は再注目されるようになった。2010年（平成22年）、プリンス自動車工業を合併した日産自動車が電気自動車『初代リーフ』を発売する際、社内の有志によりE4S-47型（下記参照）が原型への復元と走行可能な状態への整備が行われ、横浜市西区のみなとみらい地区にある日産グローバル本社内ギャラリーで一般公開された。同年には一般社団法人日本機械学会から「機械遺産」の認定を受けた。その後、この復元車両は同社座間事業所に開設されている「日産ヘリテージコレクション」へ移動され、動態保存の状態で社外への一般公開、および同コレクションのウェブサイト内でのオンライン公開などが行われている。

## 車種
- EOT-46型 - 試作車。オオタ型トラックを流用して製作された[2]。

- EOT-47型 - 乗用車型に先行して発売されたトラック型。2人乗りで荷台には500kgまでが積載可能であった。

- E4S-47型 - 乗用車型。タクシー等として運用された。1948年に商工省（現・経済産業省）が主催した第1回電気自動車性能試験において、航続距離96km、最高速度35km/hというカタログ記載値以上の突出した性能を発揮し、高い評価を受けた。

- E4S-48型  / E4S-49型 - 通称「たまジュニア」。1948年に発売されたモデルで、従来品の木骨鋼鈑張りではなく全鋼鈑製のボディを採用しているなど、外見が近代的なものに一新された。

- EMS-49型 - 通称「たまセニア」。1949年に発売された5人乗り4ドアセダンタイプで、車格が拡大されたほか一度の充電で200kmの走行が可能となり、最高速も従来のたまを大幅に上回る55km/hまで引き上げられた。